# Achaetothorax whittingtoni
Achaetothorax whittingtoni är en tvåvingeart som beskrevs av Allen L.Norrbom och Papp 1994. Achaetothorax whittingtoni ingår i släktet Achaetothorax och familjen hoppflugor. Inga underarter finns listade i Catalogue of Life.